# ميراندا (قمر)
قمر ميراندا (بالإنجليزية: Miranda) وهو أصغر وأقرب أقمار أورانوس. اكتشف في 16 شباط 1948 على يد جيرارد كايبر خلال عمليات الرصد في مرصد ماكدونالد. وقد أطلق عليه اسم ميراندا من قبل كايبر نفسه وهو اسم مشتق من مسرحية العاصفة لويليام شكسبير. كما يعرف أيضا باسم أورانوس الخامس.
و أقرب الصور الملتقطة له حتى الآن بواسطة المسبار فوياجر 2 عندما نجح في مراقبة القمر أثناء تحليقه فوق أورانوس سنة 1986. وقد تمت دراسة الجزء الجنوبي لهذا القمر أثناء التحليق بسبب توجهه باتجاه الشمس.

## الصفات الفيزيائية
من المرجح تكون غالب سطح ميراندا من جليد الماء. وهو جسم ذو كثافة منخفضة كما يحوي صخور السيليكات، كما يحوي مركبات عضوية ضمنه.
يحوي سطح ميراندا على مناطق ذات خليط جيولوجي من التضاريس المتكسرة وتدل على نشاط جيولوجي كثيف في ماضي القمر، تتخللها الأخاديد الضخمة. وتوجد بنية مخددة تشبه مضمار السباق تدعى كورونا وقد تشكلت بسبب الصدوع على قمة التركيب الديبيراي أو بسبب نفث المياه الحارة. ومن المرجح أن الوديان تشكل صدوع أخدودية تشكلت نتيجة التمدد التكوتني. كما أن إحدى المعالم المهمة نتجت بسبب البركان البارد. إن التركيب الديبيراي غير توزع الكثافة على سطح القمر مما أنتج إعادة تشكيل هذا القمر.,
ويعتبر ميراند واحد من الأجسام القليلة في المجموعة الشمسية التي يكون فيها محيط دائرة الاستواء أصغر من المحيط من القطب إلى القطب وربما يكون هذا بسب النشاظ الديبيراي الذي يشهده هذا القمر.
يعتقد أن ميراندا كان له تشاط جيولوجي من خلال حرارة المد والجزر في زمن ما حيث كان شذوذه المداري أكثر مما هو حاليا. وكما يبدو كان ميراند اسير رنين مداري يبلغ 3:1 مع أومبريل وبعد ذلك تحرر منه. وزاد هذا الرنين من شذوذه المداري مسببا احتكاك مد وجزر ومع الوقت سببت قوة المد والجزر تسخين داخلي للقمر.